# Le Trésor de Tarzan
Pour les articles homonymes, voir Tarzan (homonymie).
Série
Tarzan trouve un fils Les Aventures de Tarzan à New York
Pour plus de détails, voir Fiche technique et Distribution.

Maureen O'Sullivan et Johnny Weissmuller

Le Trésor de Tarzan (Tarzan's Secret Treasure) est un film américain réalisé par Richard Thorpe, sorti en 1941.

## Synopsis
Une équipe de scientifiques découvre que Jane et Boy ont trouvé une grande quantité d'or. Les machiavéliques Medford et Vandermeer vont alors kidnapper Jane pour demander à Tarzan son précieux butin en guise de rançon.

## Fiche technique
- Titre : Le Trésor de Tarzan
- Titre original : Tarzan's Secret Treasure
- Réalisation : Richard Thorpe, assisté de Joseph Newman (non crédité)
- Scénario : Myles Connolly et Paul Gangelin d'après les personnages créés par Edgar Rice Burroughs
- Direction artistique : Cedric Gibbons
- Décors : Edwin B. Willis
- Photographie : Clyde De Vinna et Lloyd Knechtel (prises de vue en Floride)
- Son :	Douglas Shearer
- Musique : David Snell
- Montage : Gene Ruggiero
- Production : B.P. Fineman
- Société de production : Metro-Goldwyn-Mayer
- Société de distribution : Loew's Inc.
- Pays de production :  États-Unis
- Langue originale : anglais
- Format : Noir et blanc - Sepiatone (blue tone) - 35 mm — 1,37:1 - Son Mono (Western Electric Sound System)
- Genre : film d'aventure
- Durée : 81 minutes
- Dates de sortie : 
  - États-Unis : 1er décembre 1941 (première à New York)
  - Belgique	: 21 décembre 1945
  - France : 14 septembre 1946

## Distribution
Légende : Rd = Redoublage
- Johnny Weissmuller (VF : Jacques Erwin / Rd : Jean Roche): Tarzan
- Maureen O'Sullivan (VF : Colette Broïdo / Rd : Monique Thierry) : Jane Parker
- Johnny Sheffield (VF Rd : Vincent Ropion) : Boy
- Reginald Owen (VF Rd : Henry Djanik) : Professeur Elliott
- Barry Fitzgerald (VF Rd : Henri Labussière) : O'Doul
- Tom Conway (VF Rd : Michel Derain) : Medford
- Philip Dorn (VF Rd : Marc Cassot) : Vandermeer
- Cordell Hickman : Tumbo
- Johnny Eck : Le drôle d'oiseau

et Cheeta